# Kojatín (tvrz)
Kojatín je zaniklá tvrz, která stávala na blíže neznámém místě ve stejnojmenné vesnici v okrese Třebíč.

## Historie
První písemná zmínka o Kojatíně se nachází v zakládací listině třebíčského kláštera z roku 1104. Jediná zmínka o kojatínské tvrzi pochází ze začátku šestnáctého století, kdy už byla tvrz pustá. Zanikla nejspíše spolu se vsí během česko-uherských válek a už nebyla obnovena.
Mohla také zaniknout společně s Kojatínem během česko-uherských válek, v roce 1556 se uvádí jako pustá, stejně jako celá vesnice. V tu dobu získal vesnici Vratislav z Pernštejna. Vesnice byla, již bez tvrze, obnovena kolem 18. století.